# 히미츠 (음악 그룹)

히미츠(HeMeets)는 2016년에 데뷔한 대한민국의 인디밴드다. 싱어송라이터인 오샘을 주축으로 활동하고 있다. 2인조였던 초기에는 핑거스타일 기타 연주를 기반으로 한 어쿠스틱 팝음악을 들려줬으나 현재는 5인조 그룹사운드로 개편되었다. 결성 초기에 한 인디레이블과 협업하기도 했으나 계약은 하지 않았고, 2016년 12월 자체적으로 첫 앨범 《Cecil Hotel》을 발매했다.
‘HeMeets’는 ‘그는 만나다’라는 뜻으로, 음악으로 사람들과 소통하겠다는 의미이다. 또한 일본어로는 ‘비밀’이라는 뜻인데, 사람들이 비밀처럼 간직하고 싶어하는 음악을 만들겠다는 의도가 숨어있다. 히미츠의 음악은 하나의 장르로 분류하기 어려운 크로스오버의 느낌이 강하다.

## 구성원
- 오샘 (작사/작곡/보컬)[2]
- 정다운 (베이스)
- 김성하 (드럼)
- 오승규 (기타)

### 이전 구성원
- 김수로헌 (기타)[2]
- 너구리 (드럼, 본명 임재영)
- 이형구 (기타)

## 역사

### 2007-2016: 만남과 결성,Cecil Hotel
오샘은 어린 시절 다니던 피아노 학원 선생님의 추천으로 노래를 시작하여 시립합창단에 입단하였고, 김수로헌은 중학생 때 기타를 연주하기 시작하여 핑거스타일 주법을 독학하였다. 둘은 총신대학교 신학과 출신의 대학 동기로, 2007년에 처음 만나 오샘의 신림동 자취방에서 일년 반 동안 음악 활동을 했다고 한다. 2009년 오샘이 기획사에 들어가게 되면서 둘은 자연스럽게 개인 활동을 하게 된다. 그 후 2015년에 둘 다 군복무를 마쳤고, 같은 해 겨울 어쿠스틱 듀오인 히미츠가 결성되었다. 2016년 3월 1일 첫 공연을 열게 되었다.
2016년 12월 히미츠가 자체적으로 제작한 첫 앨범인 《Cecil Hotel》이 발매되었다. 타이틀 곡은 〈Cecil Hotel〉로, 엘리사 램 변사사건을 모티브로 만든 곡이다. 2번 트랙 〈Lullaby〉는 잠들기 전까지의 시간을 그린 곡으로, 코러스 파트의 팔세토 창법이 특징적이다. 3번 트랙 〈오분전〉은 오샘이 해군 복무 시절에 쓴 곡이다. 4번 트랙 〈반쪽짜리〉는 통일부에서 주최한 2016 UNIMUSIC RACE에 참여하기 위해 만들었던 곡으로, 유튜브 크리에이터 장삐쭈의 라디오 콘텐츠의 오프닝 곡으로 쓰였다. 마지막 트랙 〈곡부득이소정가〉는 왈츠리듬의 곡으로, 동양적인 멜로디와 가사를 담았다.

### 2017-2018: 히미츠 팝밴드,CASANOVA
2017년 초 히미츠는 세 명의 객원 멤버를 추가하여 5인조의 밴드를 구성하였다. 최초 기획의 목적은 한국콘텐츠진흥원에서 주최하는 K-루키즈에 지원하기 위함이었으며, 결성 후에는 단독 공연과 여름 시즌에 열리는 몇몇 페스티벌 등에서 공연하였다.
2017년에는 〈그루잠〉, 〈일기예보〉, 〈믹스커피〉, 〈세실 호텔 (Band Ver.)〉 등 총 네 곡의 디지털 싱글을 발매하였다. 〈그루잠〉은 긴 투병 생활을 마치고 사회에 나선 소녀가 다시 한 번 막막함과 아픔을 겪은 실화를 바탕으로 한 장편 다큐멘터리 《소녀의 그루잠》의 삽입곡으로, 다큐멘터리보다 먼저 발표되었으나 결국 다큐멘터리는 무산되었다. 〈일기예보〉는 빗소리가 삽입된 버전과 삽입되지 않은 버전을 함께 공개하였다. 〈믹스커피〉는 히미츠의 첫 그룹사운드 발매곡이자 첫 후크송이다.
2018년 3월 1일 두 번째 미니 앨범 《CASANOVA》가 발매되었다. 2번 트랙 〈우린 비행기를 탄다〉는 미국의 공동예술 “Post Secret”에 수록된 내용 일부를 모티브로 삼아 외국의 여행지에서 연인이 밀어를 나누고 싶어 하는 대목을 가사에 집어넣었다. 3번 트랙 〈카사노바〉와 4번 트랙 〈넌 그때 무슨 생각을 했는지〉는 히미츠 유튜브 옥탑방 라이브로 공개한 곡이다. 〈넌 그때 무슨 생각을 했는지〉, 〈우린 비행기를 탄다〉, 〈서초동 왈츠〉, 〈After All〉은 순서대로 봄, 여름, 가을, 겨울의 감성을 담았다.

### 2018-현재: 5인조로의 개편,Save As
2018년 4월 29일 김수로헌의 유학으로 인한 탈퇴로 히미츠는 오샘의 솔로 활동을 위한 팀으로 개편된다. 오샘은 향후 히미츠의 활동을 밴드 포맷으로 할 것으로 결정하고 연주자를 모집한다. 히미츠 팝밴드의 기존 멤버 중에선 베이시스트만 개편된 히미츠로 오게 됐고, 나머지 멤버들은 오디션을 통해 선발하였다. 그 중 기타리스트 이형구와 드러머 너구리는 오랜 친구로, 히미츠 개편 당시 히미츠의 연주자 모집 공고를 본 이형구는 너구리에게 함께 지원할 것을 제안하였고, 그 둘은 함께 히미츠에 합류하게 된다.
2018년 8월, 개편된 히미츠의 첫 공식 활동으로서 2018 제천 국제 음악영화제에 참가하여, 영화제 기간 내 여러 장소에서 공연하였다. 2018년 9월, 문화체육관광부와 주홍콩한국문화원에서 주관한 제1회 홍콩 인디페어에 참여함으로써 첫 해외 활동을 시작하여, 4박 5일의 체류 기간 동안 2번의 공연을 선보였다.
2018년 12월 11일, 히미츠 개편 후 처음 발표하는 싱글 〈Nightmare〉가 발매되었다. 이 곡은 가위눌림이라는 소재를 귀엽게 풀어낸 곡으로, 발매 이전에 V앱 방송 “유주간라이브”의 오프닝 곡으로 사용되었다.
2019년부터 2인조 시절 만든 곡을 5인조 밴드에 맞게 편곡하는 ‘Save As’ 프로젝트를 시작하였다. 첫 곡인 〈우린 비행기를 탄다〉가 6월 28일 발매되었다.

## 디스코그래피

### EP
| 번호 | 정보                                       | 트랙 리스트 |
| ---- | ------------------------------------------ | --- |
| 1    | 《Cecil Hotel》 - 발매일: 2016년 12월 12일 | 1. Cecil Hotel 2. Lullaby 3. 오분전 4. 반쪽짜리 5. 곡부득이소정가 |
| 2    | 《CASANOVA》 - 발매일: 2018년 3월 1일      | 1. After All 2. 우린 비행기를 탄다 3. 카사노바 4. 넌 그때 무슨 생각을 했는지 5. 서초동 왈츠 6. After All (Inst.) 7. 우린 비행기를 탄다 (Inst.) 8. 카사노바 (Inst.) 9. 넌 그때 무슨 생각을 했는지 (Inst.) 10. 서초동 왈츠 (Inst.) |

### 싱글
| 번호 | 정보                                                       | 트랙 리스트                                                                                   |
| ---- | ---------------------------------------------------------- | --------------------------------------------------------------------------------------------- |
| 1    | 〈그루잠〉 - 발매일: 2017년 3월 17일                       | 1. 그루잠 2. 그루잠 (Inst.)                                                                   |
| 2    | 〈Weather Cast〉 - 발매일: 2017년 5월 26일                 | 1. 일기예보 (Clean) 2. 일기예보 (Rain) 3. 일기예보 (Clean) (Inst.) 4. 일기예보 (Rain) (Inst.) |
| 3    | 〈믹스커피〉 - 발매일: 2017년 7월 28일                     | 1. 믹스 커피 2. 믹스 커피 (Inst.)                                                             |
| 4    | 〈세실 호텔 (Band Ver.)〉 - 발매일: 2017년 10월 30일       | 1. 세실 호텔 (Band Ver.) 2. 세실 호텔 (Band Ver.) (Inst.)                                     |
| 5    | 〈Nightmare〉 - 발매일: 2018년 12월 11일                   | 1. Nightmare 2. Nightmare (Inst.)                                                             |
| 6    | 〈Save As 1 우린 비행기를 탄다〉 - 발매일: 2019년 6월 28일 | 1. 우린 비행기를 탄다 (Band Ver.) 2. 우린 비행기를 탄다 (Band Ver.) (Inst.)                   |
| 7    | 그대여 - 발매일: 2019년 10월 1일                           | 1. 그대여 2. 그대여 (Inst.)                                                                   |
| 8    | 널 좋아하나 봐 - 발매일: 209년 10월14일                    | 1. 널 좋아하나 봐 2. 널 좋아하나 봐 (Inst.)                                                   |
| 9    | Save As 2 ; 반쪽짜리 - 발매일 : 2020년 5월21일             | 1. 반쪽짜리 (Band Ver.) 2. 반쪽짜리 (Band Ver.) (Inst.)                                       |
| 10   | 미셸 - 발매일 : 2020년 12월28일                            | 1. 미셸 2. 신기루 3. 미셸 (Inst.) 4. 신기루 (Inst.)                                           |

### 컴필레이션 앨범
- 《Spacetime》 (2017.12): 아주대학교 문화콘텐츠학과 산학연계 프로젝트인 ‘스페이스타임’에서 발매한 앨범으로, 히미츠는 2017년의 시점에서 1999년을 추억하는 곡 〈세기말〉로 참여하였다.[5]

## 콜라보레이션
- 2016년 10월[8] - 유튜버 장삐쭈 라디오 오프닝 곡: 유튜버 장삐쭈의 라디오 콘텐츠 ‘별뒤밤’이 시작되자, 장삐쭈의 영상을 즐겨 보던 오샘은 본인의 곡 ‘반쪽짜리’의 앞부분을 개사하여 로고송으로 만들어 주었다.[9]
- 2016년 - 유튜브 채널 ‘묻지마스토리’ 삽입곡: 엘리사 램 변사사건을 바탕으로 곡을 만들고 있던 오샘은, 유튜브 채널 ‘묻지마스토리’(당시 이름 ‘묻지마랭킹’)에서 해당 사건을 재조명하는 영상을 제작 중임을 알게 되자, 정식으로 발매되기 전이었던 데모 버전의 〈Cecil Hotel〉을 제공하여 배경음악으로 사용하게 하였다.[10]
- 2017년 3월 - 다큐영화 《소녀의 그루잠》 테마곡[8]
- 2017년 7월[8] - V앱 유주간라이브 오프닝 곡: 아래 문단 참고.
- 2018년 5월 - KBS FM 미스터라디오 로고송: 히미츠는 김승우, 장항준이 진행하는 KBS 2FM의 미스터라디오의 로고송을 만들었다.[8] 로고송은 〈믹스커피〉의 후렴구를 개사한 곡으로 매일 2회 오후 5시와 새벽 3시(재방송)에 송출된다.

## 공연
- 2017년 1월 - 세실호텔 쇼케이스
- 2017년 3월 1일 - HeMeets 1주년 기념 단독 공연
- 2017년 5월 27일 - HeMeets POP Band Live (신촌 인디톡): 5인조 팝밴드로 했던 최초의 콘서트.
- 2018년 12월 30일 - HeMeets: 2018 The Last Weekend (홍대 네스트 나다)
- 2019년 5월 19일 - He Meets Them (KT&G 상상마당)

## 수상
- 2017년 6월 MBC JUMF 창작가요제 - 동상 (창작곡 ‘드라큘라’)[8]
- 2017년 8월 네이버 그라폴리오 X Audioclip 힐링송 공모전 - 우승 (‘Lullaby’)[8]
- 2017년 9월 네이버 그라폴리오 겨울음악 공모전 - 우승 (‘After All’)[8]
- 2017 서울시 한강몽땅 여름축제 버스커킹 - 우승[8]
- 2018 제천 국제음악영화제 - 피어리스 기타상[8]

## 트리비아

### YAMAHA Music Korea와의 관계
히미츠 기타 멤버였던 김수로헌은 야마하뮤직의 공식 아티스트로 활동 중이다. 전속계약이나 에이전시 활동은 아니며, 야마하 악기회사의 Endorser로서 악기를 후원받는 형태이다.

### 가수 유주와의 관계
2017년 5월 2일 V앱 방송 “유주간라이브” 8화에서 여자친구 유주가 히미츠의 한강 버스킹을 봤다는 이야기를 하면서, 히미츠의 노래 〈오분전〉과 〈카사노바〉를 소개했다. 이것이 여자친구의 어느 팬을 통하여 히미츠에게 전달되었고, 히미츠의 오샘은 유주에게 “유주간라이브”의 오프닝 곡을 만들어서 주었다.
이후 유주는 “유주간라이브” 스페셜 1화에서 히미츠의 앨범과 유주간라이브 오프닝 곡을 소개하면서, 히미츠처럼 음악을 누군가에게 선물할 수 있는 사람이 되고 싶다는 말을 남겼다. 그 후 오샘은 여자친구의 공식 팬클럽 버디 1기에 가입하게 된다.

### 오샘의 저서
오샘은 독립 뮤지션이 음악을 만드는 일 외에 해야 할 다른 일들(홍보, 활동, 공연)을 하는데 어려움을 겪는 것을 평소 안타깝게 여겼다. 그러던 중 2017년 그는 서울특별시 종로구 혜화동에 위치한 서울 창업카페에서 인디뮤지션을 대상으로 히미츠의 음악을 홍보하고 활동했던 방법들을 발표할 기회가 있었다. 그 일을 시작으로 작성한 원고는 2019년 3월 21일 《방구석 뮤지션 자립 매뉴얼》이라는 제목으로 출판되었다.

## 참고 문헌
- 오샘 (2019). 《방구석 뮤지션 자립 매뉴얼》. 서울: 예솔. ISBN 9788959167623.